# Pedreira (ort)
Pedreira är en ort i Brasilien.   Den ligger i kommunen Pedreira och delstaten São Paulo, i den sydöstra delen av landet, 800 km söder om huvudstaden Brasília. Pedreira ligger 601 meter över havet och antalet invånare är 39 198.
Terrängen runt Pedreira är platt åt nordväst, men åt sydost är den kuperad. Pedreira ligger nere i en dal. Runt Pedreira är det tätbefolkat, med 319 invånare per kvadratkilometer.. Närmaste större samhälle är Amparo, 14,7 km öster om Pedreira.
Omgivningarna runt Pedreira är en mosaik av jordbruksmark och naturlig växtlighet.